# Марк Цукерберг
Марк Елліот Цу́керберг (За́керберг) (англ. Mark Elliot Zuckerberg, [ˈmɑrk ˈzʌkərbɜːrɡ]; нар. 14 травня 1984, Вайт-Плейнс, Нью-Йорк, США) — американський програміст і підприємець, засновник компанії Meta (раніше Facebook Inc.), розробник соціальної мережі Facebook. У 2008 році став наймолодшим у світі мільярдером, мешкає в Пало-Альто, Каліфорнія (США).

## Життєпис
Народився в Вайт-Плейнсі, штат Нью-Йорк, в єврейській сім'ї лікарів (батько Едвард — стоматолог, мати Карен — психіатр). Крім сина Марка, у Цукербергів було ще троє доньок. Його прабабуся — Маня (Мінне) Візенталь (Mania (Minnie) Wiesenthal) — народилася у Скалі-Подільській, а прадідусь Айзек Цукенберг (Eizek Zukerbergy) в містечку Розділ на Львівщині.
Пристрасть Марка до програмування активно почала проявлятися в середній школі. До дев'ятого класу він випустив комп'ютерний варіант настільної гри «Ризик», яка була дуже популярною в той час. Але через захоплення програмуванням, на яке йшла велика кількість часу, Марк не міг похвалитися високими оцінками в університеті.
Після вступу до Гарварду Марк серйозно захопився хакерством. У Гарварді не було бази даних з фотографіями студентів, яка була звичайним явищем у багатьох інших американських університетах. І Марк Цукерберг запропонував деканам і викладачам університету створити таку базу в Інтернеті, але його пропозиції не схвалили. Тоді він зламав університетську базу даних і почав активно розміщувати фотографії студенток парами на спеціально створеному ним сайті, де пропонував проголосувати за одну з двох фотографій, яка була привабливішою. Протягом кількох годин на сайт завітало 500 відвідувачів. Через скандал, що стався в Гарварді з цього приводу, ресурс вирішили закрити. Багато студентів просили керівництво університету відновити роботу ресурсу, і після активного тиску студентів рішення про закриття сайту скасували. Марк став знову успішно розвивати відроджений студентський сайт, який згодом перетворився на глобальну соціальну мережу Facebook.
21 квітня 2022 року російська влада ввела проти Цукерберга персональні санкції. З 21 квітня 2022 року більше не зможе поїхати в Російську Федерацію.

## Розвиток мережі Facebook

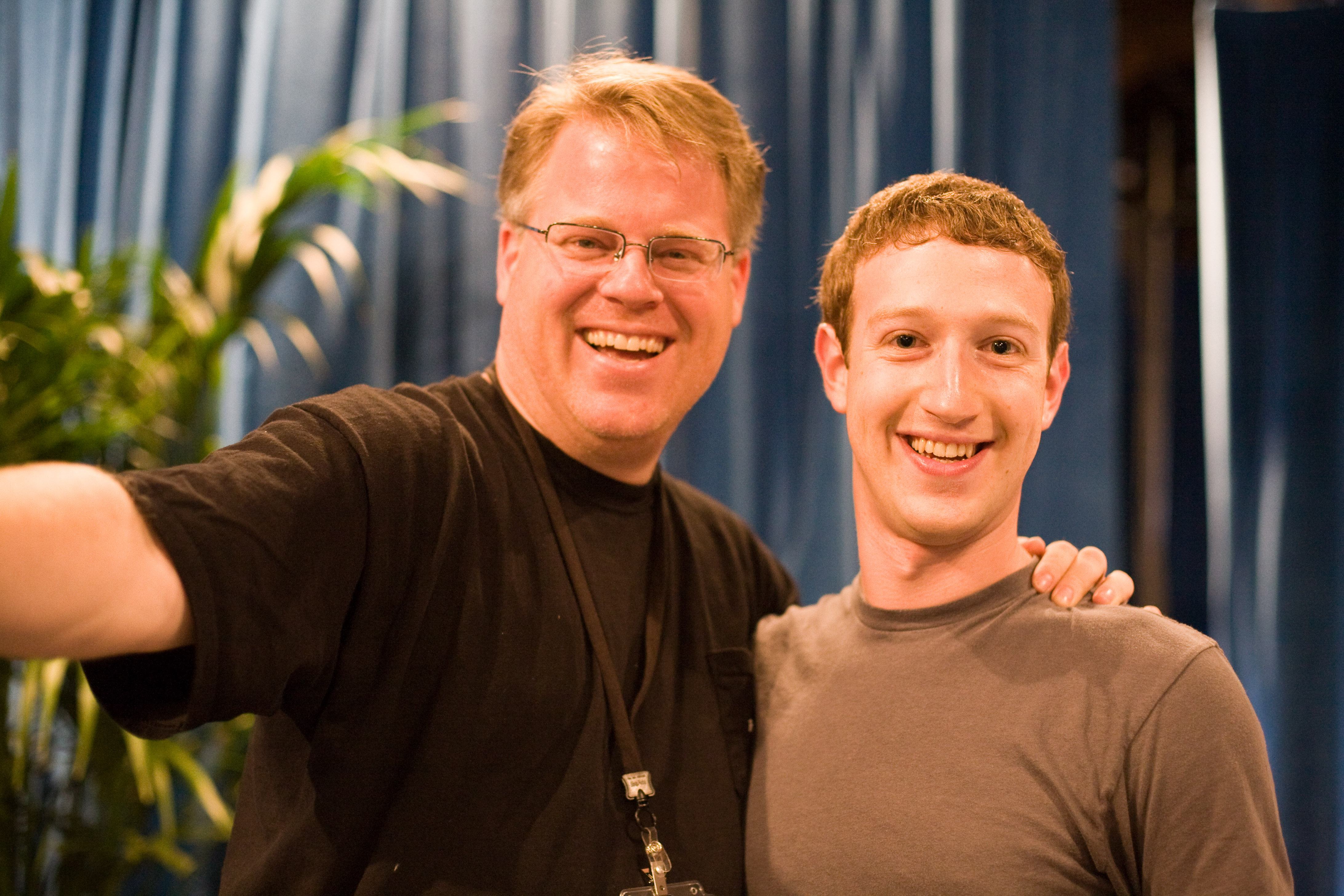
Цукерберг (праворуч) разом з Робертом Скоблом у 2008 році.

Без соцмереж суспільство вже не може уявити своє життя: для багатьох вони стали способом дозвілля, заробітку, спілкування та самовираження. Проте щодня гортаючи стрічку дописів улюблених блогерів, ми не часто замислюємося, хто подарував людям стільки можливостей. Цукерберг є багатим завдяки природній потребі людей до спілкування та їхньому прагненню до популярності. У лютому 2004 року він створив соціальну мережу Facebook, в якій користувачам пропонувалося розміщувати фотографії та будь-яку інформацію про себе: від наукових і творчих інтересів до гастрономічних і любовних уподобань. Протягом чотирьох років звичайний соціальний портал університету став улюбленою Інтернет-адресою для мільйонів зареєстрованих користувачів. Facebook став популярним серед студентів в основному через зручності самоорганізації по групах, курсах і тусовках, які вже існують у ВНЗ в офлайні. Станом на кінець грудня 2008 року на сайті було зареєстровано понад 80 мільйонів активних учасників, в листопаді 2009 року їх вже було 350 мільйонів, і кількість користувачів постійно зростає. У більшості англомовних країн це найпопулярніша соціальна мережа. Задуманий як сайт для спілкування студентів Гарварду, Facebook перетворився на першу у світі соціальну мережу. Нині журнал «Forbes» оцінює річні продажі сайту в $ 150 млн.
На думку співробітників компанії Facebook Inc. їхня мережа має дві принципові відмінності від інших соціальних мереж. По-перше, тут реальні люди шукають реальних людей, з адресою на тому ж поштовому домені. По-друге, на Facebook ви самі визначаєте для яких груп користувачів доступна ваша інформація: тільки однокурсникам або всім мешканцям кампусу, тільки землякам або, припустимо, всім шанувальникам живопису Леонардо да Вінчі.
На жаль, багатомільйонна мережа Facebook не могла не привернути злочинних елементів у своїх кримінальних діяннях. Серед них виявилися і самі співробітники служби Facebook, які пропонували користувачеві (під загрозою припинення доступу до своєї мережі) надати інформацію особистого характеру, в тому числі копії паспортів, посвідчень, посвідчень водія і т. д.
Зараз штаб-квартира компанії Facebook Inc. розміщується у великому 3-поверховому комплексі в Пало-Альто (Каліфорнія). Є також філії в Нью-Йорку, Лондоні та в інших великих містах світу.
На початку існування Facebook Марк Цукерберг використав дані логінів користувачів, щоб зламати їхню електронну пошту.

## Фінансовий стан
У щорічному списку мільярдерів Америки журналу «Форбс», опублікованому у вересні 2010 року, Марк Цукерберг посів 29-те місце зі статком у $6,9 млрд.
У березні 2010 року журнал «Forbes» визнав його наймолодшим мільярдером у своєму списку зі статком $4 млрд.
У рейтингу найбагатших людей США, опублікованому журналом «Форбс» у 2011 році, Цукерберг посів 14-те місце зі статком в 17,5 млрд доларів США.
3 лютого 2016 року зайняв четверте місце у світі у списку найбагатших людей планети. Рівень статків оцінювався в 50 млрд доларів, при цьому Марк обігнав Джеффа Безоса (49,1 млрд доларів) і голову Movil SAB Карлоса Сліма (49 млрд доларів), які опустилися на одну сходинку.
Станом на січень 2018 року статки Марка Цукерберга оцінювали в $74 млрд.
У листопаді 2020 року він став третьою найбагатшою у світі людиною після Бернара Арно і Джеффа Безоса із $186,9 млрд, обійшовши Ілона Маска.
Станом на вересень 2024 року, за повідомленням Bloomberg, завдяки рекордно високій ціні акцій компанії Meta Platforms, статки її гендиректора Марка Цукерберга, менш ніж за два роки, зросли майже в 6 разів та вперше перевищили 200 млрд дол..

## Зображення в ЗМІ
У фільмі «Соціальна мережа» роль Марка Цукерберга грає актор Джессі Айзенберг. Фільм зображує історію створення соціальної мережі Facebook, взаємини між Марком та Саверіном, співзасновником Facebook, від часів появи Facebook до судових справ Саверіна із Цукербергом.
Раніше Цукерберг заявляв, що не хоче дивитися нового фільму Девіда Фінчера. Зокрема, він говорив, що не дуже задоволений тим фактом, що фільми про нього почали знімати ще за життя. Картина Фінчера «Соціальна мережа» вийшла на екрани кінотеатрів США 1 жовтня 2010 року. Фільм відразу ж став лідером прокату.
Компанія Hayden 5 Media збирається зняти мультфільм про Марка. Мультфільм знімуть за мотивами коміксу «Марк Цукерберг: Творець Facebook», який з'явився в грудні 2010 року. Заснований на коміксі, мультфільм стане короткометражкою, причому творці анімаційної стрічки орієнтуються не на великий екран, а на телевізійні канали.[джерело?]

## Цікаві факти
- Марк володіє мандаринським діалектом китайської мови, який вивчив для спілкування з бабусею дружини, а також для просування своїх бізнес-ідей у КНР.
- Він засідає у наглядовій раді відкритої при Пекінському університеті Школи економіки та менеджменту.
- Марк двічі зустрічався з головою КНР Сі Цзіньпіном, під час останньої зустрічі він говорив з ним на мандарині[27].
- Дружина Марка — американка китайського походження Прісцила Чан.
- 1 грудня 2015 його дружина Прісцилла Чан народила доньку.
- Після народження доньки Марк повідомив, що планує пожертвувати на різні цілі 99 відсотків належних йому акцій Facebook. Такий щедрий благодійний внесок оцінюється в 45 мільярдів доларів[28].